# Тангуй
Тангуй — село в Братском районе Иркутской области России. Административный центр Тангуйского муниципального образования. Находится на берегу залива Ия Братского водохранилища, примерно в 112 км к юго-юго-западу (SSW) от районного центра, города Братска, на высоте 419 метров над уровнем моря.
В 1935—1959 годах село Тангуй было административным центром Тангуйского района Иркутской области.

## Население
| 1959 | 2002  | 2010  | 2011  | 2012  |
| ---- | ----- | ----- | ----- | ----- |
| 2983 | ↘2205 | ↘1883 | ↘1873 | ↗1887 |

## Улицы
Уличная сеть села состоит из 35 улиц и 5 переулков.

## История
17 мая 1864 года была заложена церковь Во Имя Живоначальной Троицы взамен сгоревшей в 1863 году.